# 田中登志哉
田中 登志哉（たなか としや、1963年8月2日 - ）は、神奈川県出身の俳優。アルファセレクション所属。

## 人物
身長165cm。体重88kg。
特技は殺陣、料理。

## 出演作品

### テレビドラマ

#### NHK
- ドラマ人間模様 / 花へんろ 風の昭和日記II（1986年）
- 銀河テレビ小説 / はねっかえり純情派（1987年）
- 土曜ドラマ / 秋の一族（1994年）
- 金曜時代劇→時代劇ロマン
  - とおりゃんせ〜深川人情澪通り（1995年）
  - 物書同心いねむり紋蔵（1998年）
  - 柳橋慕情（2000年）
  - 藤沢周平の人情しぐれ町（2001年）
  - 人情とどけます〜江戸娘飛脚〜（2003年）
- 大河ドラマ
  - 秀吉（1996年） - 捕史
  - 徳川慶喜（1998年） - 水戸藩士
  - 新選組!（2004年） - 香具師
  - 功名が辻（2006年） - 氏家卜全
  - 花燃ゆ（2015年） - 民衆
  - おんな城主 直虎（2017年） - 商人
- ドラマ新銀河 / 素敵に女ざかり
  - 素敵に女ざかり（1996年）
  - 素敵に女ざかり2（1997年）
- 新・半七捕物帳（1997年）
- ドラマ愛の詩 / ズッコケ三人組2（1999年）
- 水曜ドラマの花束 / ふたりでタンゴを（1999年）
- NHK夜の連続ドラマ / 結婚のカタチ（2004年） - クライアント
- 月曜ドラマシリーズ / ハチロー〜母の詩、父の詩〜（2005年）
- ドラマ8 / Q.E.D. 証明終了（2009年）
- ドラマ10
  - 下流の宴（2011年） - 妙子の夫
  - サイレント・プア（2014年） - 酒屋の
  - 聖女（2014年） - 内山（タクシー運転手）
- 経世済民の男（2015年）

#### 日本テレビ
- 火曜サスペンス劇場 / 殺人捜査 第2作 - 第4作（1995年 - 1997年） - 刑事
- 火曜ドラマ / 有閑倶楽部（2007年） - 花婿候補
- 木曜ナイトドラマ / RESET（2009年） - 大泉
- 水曜ドラマ
  - ブルドクター（2011年） - 警視庁職員
  - シェアハウスの恋人（2013年） - 松野孝太郎

#### TBS
- 弁護士のくず（2006年） - 出版社社員
- 愛の劇場 / いい女（2006年） - 斉藤（編集者）
- 月曜ゴールデン→月曜名作劇場
  - 銭の捜査官 西カネ子（2016年） - スーパーの店長
  - 信濃のコロンボ（2017年） - 追分節保存会会員

#### フジテレビ
- 男と女のミステリー / ロマンの果て
  - ロマンの果て（1989年）
  - ロマンの果てII 汚れっちまった悲しみに（1990年）
- 真実一路（2003年） - バーの客
- 愛のソレア（2004年） - 「オアシス」常連客
- ブスの瞳に恋してる（2006年） - ラーメン屋の客
- 紅の紋章（2006年） - 酔っ払い
- 鬼嫁日記 いい湯だな（2007年） - タカオカの客
- 無理な恋愛（2008年） - サラリーマン
- 嵐がくれたもの（2009年） - 大村医師
- アタシんちの男子（2009年） - 電力会社社員
- 恋して悪魔〜ヴァンパイア☆ボーイ〜（2009年） - ｢しんじょう｣に乗り込む男
- 木曜劇場
  - それでも、生きてゆく（2011年） - 警察官
  - Oh,My Dad!!（2013年） - スーパー店長
- フラジャイル（2016年）

#### テレビ朝日
- 土曜ワイド劇場
  - 7人のOLが行く! - 前島
  - 火災調査官・紅蓮次郎 第9作（2009年） - 鴇田早苗の見合い相手
  - タクシードライバーの推理日誌 第28作（2010年） - ラジオ局プロデューサー
  - 100の資格を持つ女〜ふたりのバツイチ殺人捜査〜 第5作（2011年） - 試験官
  - 東京駅お忘れ物預り所 第5作（2012年） - 近所の男
- 金曜ナイトドラマ
  - スカイハイ（2003年）
  - 特命係長 只野仁（2005年） 沖本（電王堂課長）
  - 13歳のハローワーク（2012年） - 沢田
- 爆竜戦隊アバレンジャー（2003年） - 客船の乗客
- 相棒（2004年） - クライアント
- 仮面ライダーシリーズ
  - 仮面ライダーカブト（2006年） - 料理人[2]
  - 仮面ライダーウィザード（2013年） - 本屋の店長
- オトコの子育て（2007年）
- ロト6で3億2千万円当てた男（2008年）
- さよならが言えなくて〜子供たちに迫るドラッグの誘惑、夜回り先生の苦悩〜（2009年） - 水谷の同僚
- 悪党〜重犯罪捜査班（2011年） - 店主
- 木曜ドラマ
  - 遺留捜査（2012年） - カルチャーセンター担当員
  - ダブルス〜二人の刑事（2013年） - スタッフ

#### テレビ東京
- 女と愛とミステリー / パートタイム探偵 第2作（2004年）
- トミカヒーロー レスキューファイアー（2009年） - 釣り人
- 僕らプレイボーイズ 熟年探偵社（2015年）

#### WOWOW
- ドラマW（2009年）
  - 兄帰る
  - 朝食亭

### テレビ番組
- 深津絵里のblack comedy ブラコメ（2007年、GYAO!）
- クイズプレゼンバラエティー Qさま!!（テレビ朝日） - ディレクター
- 経済ドキュメンタリードラマ ルビコンの決断 「"100円コンビニ"の衝撃〜なぜローソンは実現できたのか?」（2010年、テレビ東京） - ローソンオーナー

### 映画
- 長崎ぶらぶら節（2000年）
- SAYONARA TOKYO - ベルボーイ
- 死体をつぶして、引きずって
- ちょんまげぷりん（2010年） - 鵜飼プロデューサー
- THE OSHIMA GANG（2010年） - 映画関係者重役
- Father「手を伸ばせば」（2013年） - オーディション審査員
- 誘拐少女 - 坂下英二
- 予告犯（2015年） - 刑事

### オリジナルビデオ
- Rainbow Boys（2008年） - 面接官
- 特命ヘッドハンター理奈（2015年） - 上村良一

### 配信ドラマ
- フジコ（2015年、Hulu）

### CM
- 久光製薬 「コレストン」
- エイブル保証
- アリコジャパン
- イオン
- ソニー・PSX（2006年）
- 江崎グリコ・ビスコ
- NTTドコモ・F505i

### 舞台
- エトワール広場の恋人たち（1995年）
- ジョンリード
- マリアの首
- 人差し指の思い出
- 鈴木さんはもうダメだ
- 真夜中の天使
- ゆらゆらゆれる
- 疵だらけのお秋